# Пироцкие
 Пироцкие (польск. Peroccy, укр. Піроцькі, Пероцькі, западнорусск.  Пероцкіе) герба Прус, герба Ястшембец или герба Забава — заподнорусский шляхетский род, восходящий к XV веку.

## История
Один из древнейших родов любечской шляхты. По мнению А. Лазаревского роды Репчичей, Даничей и Глебовичей происходят от единого рода Пироцких. Мартин Гаштольд (1428-1483) закрепил за боярами Даничами (Пероцкими) село Буянки. 13 марта 1571 г. король Сигизмунд II Август подтвердил право на владение Леску, Кондрату и Дешку (Данилу) Даничам Пероцковщиной, Творичевским "островом" и селом Кривицы. За Данилой Глебовичем-Пероцким закреплялись Туричи (Скурищ) и дубрава Чарничин.
На 1571 год постоянные земельные владения рода Пироцких состояли из села Борки, села Горск, Плоского леса и Творичевского бора. В 1585 г. Сигизмунд III подтверждает братьям Даничам-Пироцким право на владение Репками.
Представители другой ветви Глебовичей-Пероцких, братья-шляхтичи Иван, Ждан, Михаил и Николай в 1607 году заложили Николаю Бакуринскому село Репки. Договор был заключён на 4 года и если Глебовичи-Пероцкие не накопили бы за это время деньги для выкупа села, то оно бы перешло в имение Бакуринского. Так и произошло. Это подтверждает грамота короля Сигизмунда III:
Жигмундъ Третій, Божию милостію король полскій, великій князь литовскій,
рускій, прускій, жмодскій, мазовецкій, инфляндскій, шведскій и готскій, вандалскій, дедичный король, — ознаймуемъ симъ листомъ нашимъ, кому бы то ведать
надлежало, ижъ будучи весновъ з нами в обозъ нашемъ под Смоленскомъ панове
шляхта урожони, ихъ млтеве панове Глебовичи Пероцкіе, весполъ с паномъ
Николаемъ Бакуринскимъ, постановившися пред нами, просили насъ, абисмо сей
нашъ выдали листъ мененному пану Бакуринскому на то, что оны, панове Пероцкіе, продали свою землю дедичную за сумму доброй монеты червоныхъ золотыхъ
тысячей пять и при насъ и речи посполитой очевисте взяли оны, панове Пероцкіе, в
пана Бакуринского остатокъ пеніонзей двести таляровъ битыхъ и коня зо вшисткимъ
зброеного доброго, у неволника вроды московской купленного за десать таляровъ
битыхъ, котраго коня товариство, по прошенію обополномъ, ошацовали зе збруеюпанцеромъ триста таляровъ битыхъ. При которой землъ Пяроцковской леса, боры,
дубровы, болота, ръки, перетоки, пташіе, зверине и той пуще ловле и рибніе на ръчце
верхъ Вира, на млинъ займа противъ бору один ихъ, Пероцкихъ, берегъ противъ,
мовитъ, лъсу, острова; здругого боку дуброва других сябровъ шляхтъ. Въ которой
землъ по куплъ теперешной належить пану Бакуринскому двъ части отъ сябров уже
его. До которой земли надлежить и островъ Туричи и лъсъ Черничинъ. На которой
землъ оселе, люде, названіе Репки, по надъ ръчкою зъ едного боку и на другомъ половина. Которіе Пероцкіе, имене Николай з братами, ту свою добровольную продажу
къкуисто тимъ листомъ записати пану Бакуринскому вручили, впросилисе жить на
тъхъ добрахъ мешкално, не на уряде. При томъ за показаніемъ намъ купчихъ записовъ
на добра свои Гусинке, Велковесь, Осняки, которые маетности лежатъ в воеводствъ
Кіевскомъ. На которые всъ меновите добра Пероцковщизніе на особливомъ листе
нашемъ граничене зъ документовъ его, пана Бакуринскаго, вибрано и ему записано.
На что и мы, Государь, для вечного владънія при печати нашей руку подписали. Данъ
в обозе подъ Смоленскомъ, року Божого тисяча шест сотъ девятого, декабря 20 дня.
Zigismundus Rex.

### Дворцы
Одним из главных имений рода было село Пероцк, в котором, вероятно находилась одна из первых усадеб. 
Магдалиновский дворец (со всем остальным имуществом) на 1914 год стоил около миллиона рублей и принадлежал лично Георгию Ивановичу Пироцкому, Днепровскому уездному предводителю дворянства. Это имение он передал Фёдору Аполлоновичу.

## Представители
Глебовичи-Пероцкие
- - Данило Глебович-Пироцкий (ок. 1550—?) — боярин любечский (1571, 1581, 1582, 1595). В 1581 г. ездил от лица всех бояр к Стефану Баторию, где последний подтвердил грамоту Сигизмунда II от 1571 г. В следующем году, также от лица всех бояр, прибыл в Киев к князю Остафию Ружинскому, чтобы внести грамоту Батория в "гродские" книги Киевского воеводства.
    - Афанасий Данилович Глебович-Пероцкий — шляхтич, Житомирский скарбник (казначей). Учился в Виленской Иезуитской академии, был певчим Свято-Троицкого униатского монастыря. Историк Ирина Герасимова предполагает, что: либо во время московско-польской войны Афанасий сбежал в православный Свято-Духов монастырь после того, как православные монахи переманили его к себе, либо они выкрали Пироцкого.
- Николай Глебович-Пероцкий — "природный" шляхтич.
- Иван Глебович-Пероцкий — "природный" шляхтич, брат Николая.
- Ждан Глебович-Пероцкий — "природный" шляхтич, брат Николая.
- Михаил Глебович-Пероцкий — "природный" шляхтич, брат Николая.
  - Анна Николаевна Пероцкая-Бакуринская — жена Павла Николаевича Бакуринского.
  - Павел Николаевич Бакуринский — любечский шляхтич (1649).
    - Софья Павловна Бакуринская — дочь Павла Бакуринского и Анны Пироцкой.

Даничи-Пероцкие
- Богуш Данич — любечский шляхтич, боярин князя Константина Вишневецкого (1557). Имел спор за бортное дерево с войтом села Климовецкое Михаилом Галабурдой. В Любечском старостве жили шляхтичи Богуши.
- Григорий Данич - шляхтич любечский, брат Богуша.
- Кондрат Данич - шляхтич любечский (1571).
- Вера - жена Кондрата Данича.
  - Мануил Кондратьевич Данич - шляхтич любечский.
  - Зинаида Маслович-Щуковская - шляхтянка, первая жена Мануила Данича (1644).
  - Ксения - шляхтянка, вторая жена Мануила Данича.
  - Клим-Христофор Кондратьевич Данич - шляхтич любечский.
  - Анна Кондратьевна Данич (в замуж. Красковская) - шляхтянка.
- Дешко Данич - шляхтич любечский (1571).

- Константин Александрович Данич (14 сентября 1854-?) - генерал-майор (11 января 1909).
  - Владимир Константинович Данич (1886-1970) - российский фехтовальщик-саблист.

- Лука Данич (ок. 1660—ок. 1736) — казак малогрунтовый (1732).
  -     - Данило Лукич Тишевский-Данич (1712—после 1788) — казак.
    - Левон Лукич Тишевский-Данич (около 1724—?) — казак-подпомощник (1782).

Репчичи-Пироцкие
- Григорий Репчич (?—?) — шляхтич, отец Богдана Репчич-Пироцкого.
  - Богдан Григорьевич Репчич-Пироцкий  — знатный войсковой товарищ Черниговского полка с 1700 г.
- Мацей Репчич - шляхтич любечский (1634).
  - Николай Мацеевич Мацеенко-Репчич (Macienko) - шляхтич любечский (1636).
  - Ян (Иван) Мацеевич Мацеенко-Репчич (Macienko) - шляхтич любечский (1636).
  - Герасим Мацеевич Мацеенко-Репчич (Macienko) - шляхтич любечский (1636).
  - Симеон Мацеевич Мацеенко-Репчич (Macienko) - шляхтич любечский (1636).
  - Сергий Мацеевич Мацеенко-Репчич (Macienko) - шляхтич любечский (1636).
  - Яков Мацеевич Мацеенко-Репчич (Macienko) - шляхтич любечский (1636).
  - Афанасий Мацеевич Мацеенко-Репчич (Macienko) - шляхтич любечский (1636).
  - Ждан Мацеевич Мацеенко-Репчич (Macienko) - шляхтич любечский (1636).
  - Войцех Мацеевич Мацеенко-Репчич (Macienko) - шляхтич любечский (1636).
  - Миско (Михаил) Мацеевич Мацеенко-Репчич-Пироцкий (Macienko) - шляхтич любечский (1636), в 1644 году упоминается как один из дедичей Щуковской земли.
  - Косма Мацеевич Мацеенко-Репчич (Macienko) - шляхтич любечский (1636). Товарищ Березинской сотни.

Нежинская ветвь
- Василий Пироцкий (Репчич-Пироцкий? [2]) — "природный польский шляхтич, герба Остоя", священник, родоначальник Нежинской ветви.
  - Иван Васильевич Пироцкий (до 1674—1732) — значковый товарищ Нежинского полка, Нежинский полковой писарь (1694-1697); Нежинский полковой сотник (1700, 1709-1725), находился в составе комиссии, назначенной гетманом Иваном Мазепой для разграничения земель города Киева с Киевским Кирилловским монастырем (1701), представитель Нежинской ветви рода.
    - Иван Иванович Пироцкий (1700 — ок. 1765?) — бунчуковый товарищ (1736-1757), наказной сотник Борзнянский[2], с 1752 по сентябрь 1757 г. присутствовал в экспедиции постройки городов Батурина и Глухова, 12 дек. 1757 г. освобождён от всех служб, абшитованный бунчуковый товарищ (1763), представитель Нежинской ветви рода.
    - Мария Ивановна Мануйлович (?—до 1765) — жена Ивана Ивановича Пироцкого, дочь генерального есаула из рода Мануйловичей.
      - Степан Иванович Пироцкий (ок. 1733? — ок. 1794?) 
        - Фёдор Степанович Пироцкий (ок. 1760? — ок. 1835?)
          - Аполлон Фёдорович Пироцкий (ок. 1798—1855) — помещик.
            - Фёдор Аполлонович Пироцкий (1845—1898) — русский инженер и изобретатель.
            - Григорий Аполлонович Пироцкий (1849—?) — надворный советник, В 1872 г. — младший помощник надзирателя, а с 1875 по 1903 г. — старший помощник надзирателя акцизных сборов. С 1903 г. член Бердичевской городской управы и казначей.